# Schmachtenberg (Wüstung)

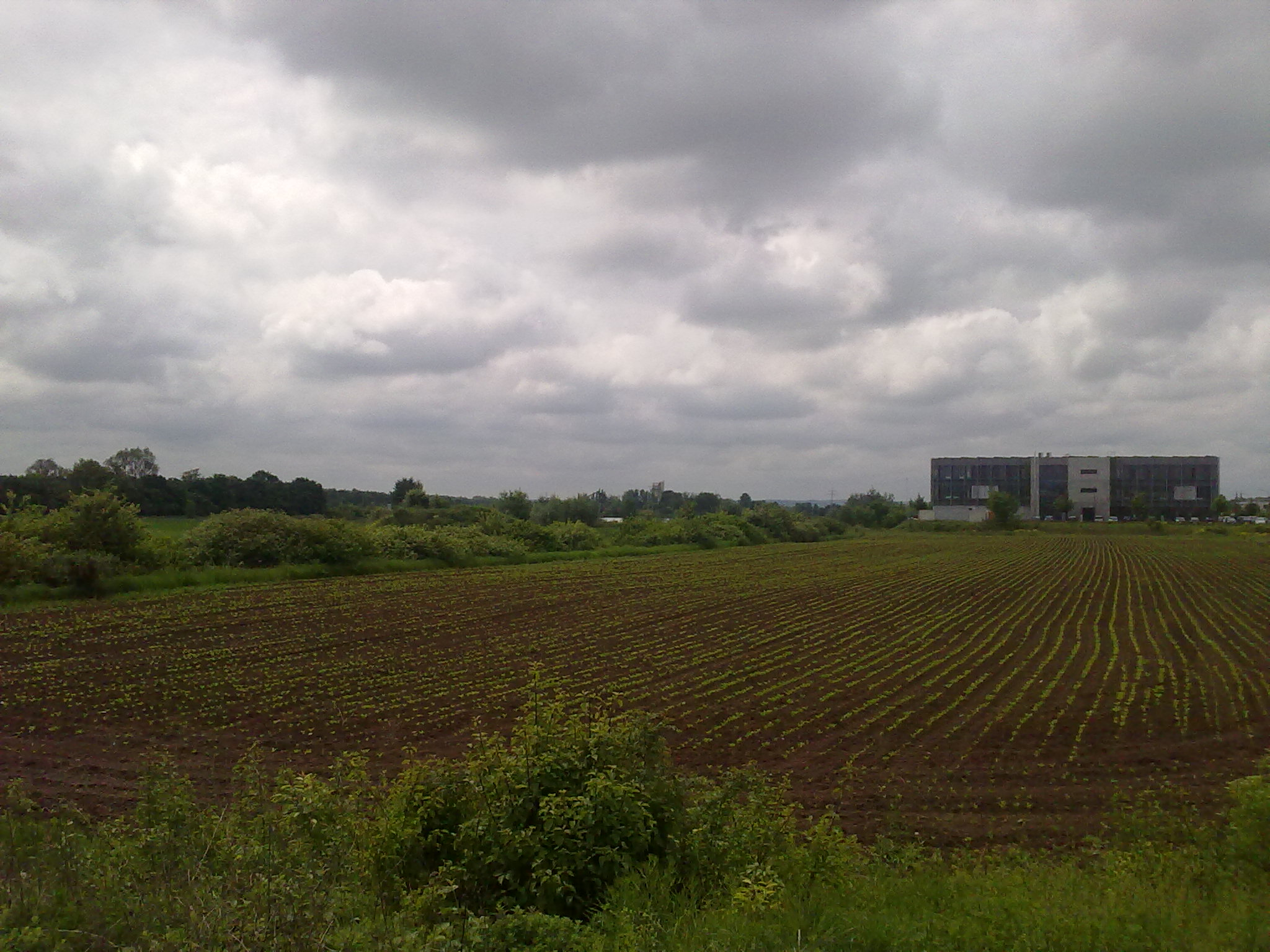
Die Wüstung liegt an einer kleinen Anhöhe bei den höheren Bäumen am linken Bildrand, dem heutigen Seeufer der Naherholungsanlage Baggersee

Schmachtenberg (auch Smachtenberg) ist eine Wüstung, die sich auf dem Gebiet der kreisfreien Stadt Schweinfurt in Unterfranken befindet. Die Siedlung wurde wahrscheinlich im 15. Jahrhundert verlassen, die Gründe für die Aufgabe sind unbekannt.

## Geografische Lage
Die Wüstung liegt am Südrand des Stadtgebietes, östlich des Industrie- und Gewerbeparks Maintal. Ein Katasterplan aus dem 19. Jahrhundert enthält die Flur Am Schmachtenberg und den Schmachtenbergspfad, der von Grafenrheinfeld zur Flur führte. Die historische Flur liegt am nordwestlichen Ufer des 26 Hektar großen Badesses der Naherholungsanlage Baggersee. Der See entstand in den 1960er Jahren durch Sand- und Kiesabbau. Die Flurbezeichnung Schmachtenberg wird heute für ein weit größeres Umfeld um die einstige Wüstung verwendet, weshalb die später südlich des Badesees entstandenen Baggerseen Schmachtenseen genannt werden.

## Geschichte
Die Siedlungsstelle war bereits in vor- und frühgeschichtlicher Zeit besiedelt. Bei Ausgrabungen wurden mehrere Gräber der Hallstattzeit entdeckt, sodass davon auszugehen ist, dass dort wenigstens zeitweise Menschen lebten. Die alte Wohnstelle wurde im Frühmittelalter überformt und erhielt den Namen Schmachtenberg, der auf eine Gründung um das Jahr 600 hinweist. Damals erschlossen zuwandernde fränkische Stämme das Gebiet und verdrängten die einheimische Bevölkerung.
Der Name verweist, ähnlich wie bei der ebenfalls aufgegebenen Siedlung Schmalfeld in der Nähe, auf die vergleichsweise häufigen Überschwemmungen des Maines und die daraus resultierenden schwachen Ernten. Die Endung -berg deutet darauf hin, dass das Dorf auf einer kleinen Geländeerhebung angesiedelt war. Insgesamt kann davon ausgegangen werden, dass Schmachtenberg nie mehr als fünf Hofstellen umfasste und damit ein relativ kleines Dorf war.
Erstmals urkundlich erwähnt wurde Schmachtenberg im Jahr 1425, als das Kloster Theres den Gebrüdern Karl und Kunz von Thüngen den Hof Schmachtenberg verkaufte. Zuvor hatte Jakob Hofmann, Bürger der reichsfreien Stadt Schweinfurt, den Hof inne. Elf Jahre später, 1436, kam die Stadt Schweinfurt selbst in den Besitz. Allerdings wurde Schmachtenberg bereits 1439 bei einer Markwanderung, einem Grenzrundgang der Siebener, nur noch als Flurlage erwähnt. Vielleicht siedelten sich die Bewohner auf dem bei Grafenrheinfeld gelegenen Senftenhof an.

## Beschreibung

### Katasterplan aus dem 19. Jahrhundert
Der Katasterplan aus dem 19. Jahrhundert enthält zweimal den Flurnamen Am Schmachtenberg. Dazwischen liegt ein gegenüber den Feldern der Umgebung kleinteiligeres, anders strukturiertes Gebiet, mit kleineren Fluren, Bäumen und sechs kleinen Parzellen. Sie besitzen aber nicht die Größe althergebrachter fränkischer Bauernhöfe (ca. 1000 m²), sondern nur von Hausgrundstücken, mit etwa um die 300 m². Diese liegen in einer Längsreihe und mit ihren nordwestlichen Außengrenzen exakt auf der historischen Stadtgrenze, auf der in diesem Abschnitt auch der heutige Rundweg um den Badesee verläuft. Die sechs Parzellen liegen unmittelbar außerhalb der damaligen Stadt. Einen Hinweis auf die Erhebung Schmachtenberg im Gelände in dieser Gegend gibt auch eine historische Karte aus dem 19. Jahrhundert. Ein von Norden im Maintal ankommender Wassergraben teilt sich vor diesem Bereich in einen westlichen Arm entlang des heute noch bestehenden Ellerngrabens und einen östlichen, der über das Areal des heutigen Badesees lief. Im heutigen Katasterplan sind die Fluren völlig neu aufgeteilt und von den historischen Strukturen ist nichts mehr erkennbar.
Das kleinteilig strukturierte Gebiet auf dem historischen Katasterplan, das sich von der Umgebung unterschied, ist trotzdem heute noch relativ gut lokalisierbar, da der rautenförmige 26 ha große Badesee an seiner nordwestlichen Seite den historischen Grenzen aus dem 19. Jahrhundert folgt. Die Uferlinie verläuft auf ca. 30 m Abstand zur historischen Grenze der Reichsstadt Schweinfurt, die hier unverändert bis zur Bayerischen Gebietsreform in den 1970er Jahren bestand. Dann trat die Gemeinde Grafenrheinfeld den südlichen, unbesiedelten Bereich bis zur Kreisstraße SW 3 an die Stadt Schweinfurt ab. Der See liegt außerhalb der einstigen Reichsstadt und die sechs kleinen Parzellen in dem schmalen 30 m breiten Streifen zwischen Ufer und historischer Stadtgrenze.

### Kleine Anhöhe

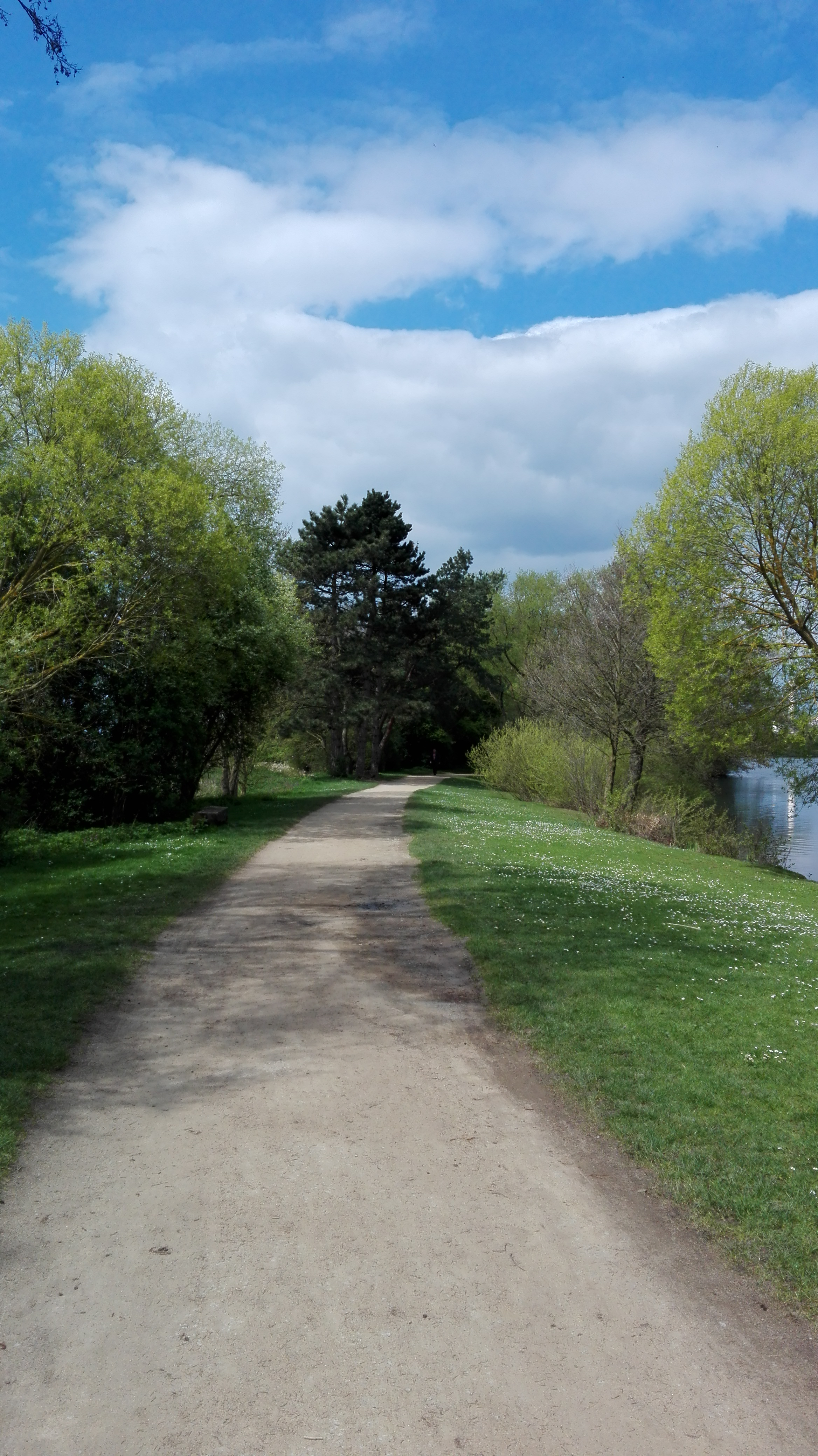
Südwestufer des Sees, mit dem Rundweg zur Wüstung

Im Höhenrelief ist der obige Bereich (ohne Berücksichtigung der Baggerseen) allerdings brettflach, mit Höhenunterschieden von kaum mehr als einem Dutzend Zentimetern. Etwa in der Mitte der ansonsten fast geraden nordwestlichen Uferlinie macht der See jedoch einen kleinen Bogen um eine 1 Meter hohe Anhöhe (markierte Stelle der Ortslage), die bei einstigen Hochwassern der über mehrere Kilometer brettflachen Gegend einen kleineren Schutz bot, der wohl nicht immer genügte, worauf der Name Schmachtenberg hinweisen könnte. Während hingegen Grafenrheinfeld einen historischen Ringdeich besaß, der noch erhalten ist und heute das gesamte Maintal durch einen neueren Maindeich geschützt wird. Der Ringdeich umfasste aber nur die Siedlung und nicht die Fluren, die im Überschwemmungsgebiet lagen. Die oben erwähnten sechs Parzellen lagen auf einstigem Grafenreinfelder Gebiet, während die kleine Anhöhe bereits damals auf Schweinfurter Gebiet lag.

### Andere Lokalisierungen
In der heutigen Topografischen Karte im Maßstab 1:25.000 und der entsprechenden Webkarte im BayernAtlas befinden sich die Flurbezeichnungen Schmachtenberg am Südwestufer des Badesees. Sie weichen damit von den zweifachen Flurbezeichnungen am heutigen Nordwestufer des viel genaueren Katasterplans aus dem 19. Jahrhundert, mit viel größerem Maßstab, ab. In einer Lageskizze zu historischen Orten der Reichsstadt ist die Wüstung noch weiter östlich, etwa im südlichen Bereich der heutigen Insel des Badesees eingezeichnet. 
In beiden Fällen geben weder Flurnamen noch Strukturen auf dem Katasterplan wie auch auf der historischen Karte (ebenfalls aus dem 19. Jh.) einen Hinweis auf die Wüstung. Zudem führt der in beiden Karten eingezeichnete Schmachtenbergspfad weit an den Lokalisierungen der Webkarte und der Lageskizze vorbei.

## Schmachtenbergspfad
Der Schmachtenbergspfad ist auf obigem Katasterplan und obiger historischer Karte, (beide 19. Jh.) als nahezu gerade und kürzeste Verbindung von Grafenrheinfeld zum nordwestlichen Ufer des heutigen Schweinfurter Baggersees eingezeichnet. Ein weiterer Hinweis für die Lage der Wüstung an dieser Stelle. Der Pfad verläuft ausschließlich auf damaligen Grafenrheinfelder Gebiet und endet abrupt an der damaligen Stadtgrenze, ohne weitere Wegeverbindung in die Stadt. Der Weg zum Pfad führte von Grafenrheinfeld zunächst entlang der heutigen Kreisstraße SW 3 und dann über eine heute noch bestehende kurze Straße Richtung des Schweinfurter Stadtteils Maintal. Der Weg mit der Bezeichnung Schmachtenbergspfad begann dort schließlich 70 m vor dem Ende der heutigen Wienstraße, querte Europa-Allee, Stockholmstraße und den südlichen Bereich der Oslostraße und führte dann über einen erst im 21. Jahrhundert entstandenen Baggersee zur Flur, die im Katasterplan zweimal mit Am Schmachtenberg bezeichnet wird.